# Puente Alexander Hamilton
El Puente Alexander Hamilton es un puente de arco de acero de ocho carriles que transporta tráfico sobre el Río Harlem entre los distritos de Manhattan y el Bronx en la ciudad de Nueva York. El puente conecta la autopista Trans-Manhattan en la sección Washington Heights de Manhattan con la autopista Cross Bronx como parte de la Interestatal 95 y la U.S. 1.
El puente se inauguró al tráfico el 15 de enero de 1963, el mismo día en que se completó la autopista Cross-Bronx. Para 2011, el Departamento de Transporte de la Ciudad de Nueva York, que opera y mantiene el puente, informó un volumen de tráfico diario promedio (ADT) en ambas direcciones de 182.174, habiendo alcanzado un ADT máximo de 192.848 en 1990.

## Diseño
La longitud total del puente, incluidos los accesos, es de 724 m. Sus tramos principales paralelos tienen una longitud de 169 m y proporcionan 31 m de espacio libre vertical sobre el río Harlem en el centro y 112 m de espacio libre horizontal.
El diseño del puente incluía un conjunto de rampas en espiral (oficialmente conocidas como Highbridge Interchange y coloquialmente conocidas como "The Corkscrew") para conectar hacia y desde la Major Deegan Expressway (completada en 1964) y una rampa de viaducto que conectaba con Harlem River Drive, ambas a más de 100 pies (30 m) por debajo del nivel del puente, y el acceso a Amsterdam Avenue.

## Historia
Después de que el Puente George Washington, que conecta Manhattan y Nueva Jersey, se completara en 1931, los vehículos que viajaban entre Nueva Jersey y El Bronx pasarían por el Puente Washington, que cruza el Río Harlem justo al norte del actual Puente Alexander Hamilton.El Puente Alexander Hamilton fue planeado a mediados de la década de 1950 para conectar las autopistas Trans-Manhattan y Cross-Bronx propuestas por Robert Moses y para dar cabida al tráfico adicional resultante de la adición del nivel inferior de seis carriles al Puente George Washington.Con la designación de Interestatal, el 90% de los 21 millones de dólares en costos de construcción fueron cubiertos por el gobierno federal. El puente se inauguró el 15 de enero de 1963.
A partir de 2009, el puente fue sometido a una renovación completa con un costo estimado de 400 millones de dólares.Si bien los  atascos de tráfico creados por la construcción no habían sido tan graves como los funcionarios locales habían previsto, los retrasos en los cruces del río Hudson aumentaron después de que comenzó el proyecto.En julio de 2014, el gobernador Andrew Cuomo anunció que la renovación del puente estaba completa.